# 第一屆花蓮台彩威力盃全國少棒賽
第一屆花蓮台彩威力盃少棒賽(英語：1st Hualien Baseball Little League Tournament)，是首次在台灣舉辦的台彩威力盃少棒賽。主辦單位分別由中國信託慈善基金會、台灣彩劵公司、花蓮縣體育會以及中國信託商業銀行。比賽時間為2013年12月12日至12月15日為止，為期4天。最終由桃園縣奪得本屆冠軍。

## 賽事簡介
- 指導單位：教育部體育署、中華民國棒球協會、花蓮縣政府、花蓮縣議會
- 主辦單位：中國信託慈善基金會、台灣彩劵公司、花蓮縣體育會、中國信託商業銀行
- 承辦單位：花蓮縣體育會棒球委員會
- 協辦單位：花蓮縣立體育場、花蓮縣中原國民小學
- 比賽日期：2013年12月12日至12月15日
- 比賽地點：花蓮縣立棒球場、花蓮縣中原國小棒球場、國福棒壘球場。
- 比賽賽制：共16隊分4組。預賽每組取二隊進入複賽。

## 參賽隊伍
| 參賽隊伍 |        |        |        |
| A組      | B組    | C組    | D組    |
| 新竹市   | 台南市 | 台北市 | 花蓮橘 |
| 嘉義縣   | 花蓮藍 | 宜蘭縣 | 南投縣 |
| 台中市   | 台東縣 | 花蓮紅 | 桃園縣 |
| 彰化縣   | 新竹縣 | 新北市 | 屏東縣 |

## 台彩威力盃的期待
根據台灣彩券、中國信託慈善基金會與該名中獎人協議，中獎人捐出的1.2億元為信託基金方式，每年預計撥款新台幣500萬元辦理花蓮台彩威力盃全國少棒賽，從今年開始將連續舉辦20年。同樣來自花蓮的體育署長何卓飛指出，希望這項比賽對棒球在花蓮扎根有正面幫助，並呼籲小朋友以快樂打球為前提，也希望得獎隊伍可以運用這筆獎金作為組隊母金，讓球隊能永續發展，做為未來比賽費用與補充器材所需。
2013年第一屆花蓮台彩威力盃全國少棒賽將於12月12日展開四天賽事，也是台灣棒球史上第二個設有百萬元獎金的棒球賽事。